# Культура Кубы
Культура Кубы,  островного государства в Латинской Америке, в Карибском бассейне, имеет свои основные корни в Испании и Западной Африке, но со временем на неё повлияли различные жанры из разных стран, среди них выделяются Франция и её колонии в Латинской Америке и США.

## Язык
Кубинцы — народ смешанного происхождения. К моменту появления здесь испанцев Кубу населяли племена сибонеев, индейцев аравакской группы, гуанаханабеев и индейцев, переселившихся с Гаити. Но в результате испанской колонизации индейцы в большинстве были истреблены.
Сейчас язык населения — кубинский вариант испанского.

## Музыка и танец
Музыка Кубы очень интересна и самобытна, она впитала в себя много местных мотивов и классическую аранжировку.
Благодаря своему глубокому духовному богатству и вкладу в мировую культуру, можно утверждать, что за всю свою историю с XVI века, с появлением хабанера, и до наших дней Куба стала одной из стран с наибольшим количеством музыкальных жанров и одной из стран, которая оказала наибольшее музыкальное влияние в мире.
Кубинская музыка также оказала значительное влияние на другие страны.
Народная кубинская музыка сформировалась на основе европейской, в первую очередь испанской, и африканской (музыка индейцев не сохранилась). Со временем на кубинскую музыку повлияли различные жанры из разных стран, среди них выделяются Франция и её колонии в Латинской Америке и США. Кубинская традиционная (народная) музыка включает в себя: румбу, сон, дансон, сальсу, гуарача, болеро, конга, нуэва трова.
Развитие академической музыки на острове началось в XIX веке. В 1812 году началось издание музыкального журнала «El filarmónica mensual», в 1814 году в Гаване открыта «Академия музыки».
В 1840-х годах возникла хабанера, как вялая вокальная песня с ритмом контраданзы.
В 1885 году в Гаване была открыта консерватория.
Первую оперу, сочинённую на острове — La hija de Jefté — написал Лауреано Фуэнтес (1825—1898).
В XIX веке в Сантьяго-де-Куба возникло движение странствующих музыкантов, называемых Трова (Trova, «трубадуры»), которые обычно переезжали из одного места в другое с целью заработать себе на жизнь пением и аккомпанировать себе на гитаре, как композиторы и исполнители, и их песни были адаптированы ко многим другим жанрам кубинской музыки. Первым и одним из старейших был Синдо Гарай (1867—1968). Он был выдающимся композитором, внёсшим множество песен в репертуар Trova, и большинство из них были спеты и записаны много раз.
Композитор Росендо Руис (1885—1983) был ещё одним трубадуром-долгожителем и автором известного руководства по обучению игре на гитаре. Трубадуры часто выступали в дуэтах и трио, например Compay Segundo, прозвище которого отсылает к роли «второго голоса» в трио «Los Compadres». Позже многие из них объединились в более крупные группы - такие, как секстеты и септеты. Знаменитое «Трио Матаморос» (Чиро, Куэто и Мигеля), участники которого работали вместе бо́льшую часть существования этого ансамбля; Мигель Матаморос считается одним из величайших представителей Трова. Гарай, Руис, Вильялон и Корона известны как «великая четвёрка Трова». Эль Гуаяберо, Фаустино Орамас (1911—2007) традиционно известен, как последний из трубадуров.
В 1922 году в Гаване был организован симфонический оркестр.
В области оркестрового исполнительства весомый вклад внёс Филармонический оркестр Гаваны, созданный в 1924 году Педро Санхуаном; одной из центральных фигур этого коллектива был один из ведущих довоенных кубинских композиторов Амадео Рольдан.
В 1934 году было организовано «Общество музыкального обновления».
Гуантанамера («девушка из Гуантанамо») — одна из самых известных кубинских песен, написана на основе первых строк одноименной поэмы Хосе Марти 1891 года. Считается, что музыка к песне была написана кубинским музыкантом Хосе Фернандесом Диасом («Хосеито») предположительно в 1929 году.
Один из наиболее известных кубинских музыкальных стилей — пачанги, хотя вопрос о происхождении его до сих пор не ясен: считается, что он возник в 1955 году, как результат смешения ритмов меренге и конги («мереконга») на Кубе, однако есть противники этого мнения. Несмотря на то, что наиболее распространена версия о кубинском происхождении пачанги, на самой Кубе этот стиль никогда не был очень популярен, в то время как восточное побережье США в начале 1960-х годов испытало настоящий бум пачанги.
После кубинской революции 1959 года на сцену вышло новое поколение классических музыкантов. Самым известным из них, несомненно, является гитарист Лео Брауэр, который внёс выдающийся вклад в технику и репертуар современной классической гитары и был директором Национального симфонического оркестра Кубы.
Одним из величайших кубинских композиторов-пианистов XX века был Эрнесто Лекуона (1895—1963). Лекуона сочинил более 600 пьес, в основном в кубинском стиле.
Гонсало Роиг (1890—1970) стал важной творческой силой в первой половине XX века. Композитор и дирижёр, , в 1922 году он был одним из основателей Национального симфонического оркестра, которым и руководил. В 1927 году Роиг был назначен директором Гаванской музыкальной школы. Как композитор он специализировался на сарсуэле, очень популярной форме музыкального театра до Второй Мировой войны.
Другими важными композиторами первых лет постреволюционного периода, начавшегося в 1959 году, были Карлос Фариньяс и Хуан Бланко - пионеры конкретной музыки и электроакустической музыки на Кубе.
Заметным явлением в новейшей музыкальной жизни Кубы стало возникшее в 1970-е годы движение «Новая трова» (Nueva Trova, наследовавшее движению Трова), и представлявшее собой одно из движений латиноамериканской авторской «новой песни». Его крупнейшим представителем был Синдо Гарай. Гитарист Лео Брауэр, будучи директором группы звуковых экспериментов ICAIC в 70-х годах, был важным элементом в формировании и консолидации движения.

### Танцы

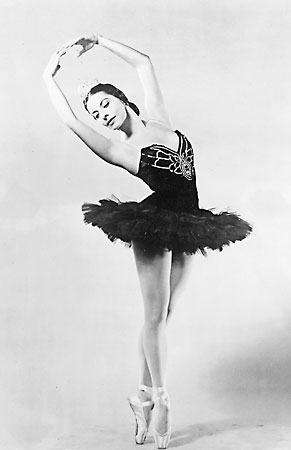
Балерина Алисия Алонсо

Европейское влияние на более позднюю кубинскую музыку представлено дансоном (Danzón), элегантной музыкальной формой, которая когда-то была более популярной на Кубе, чем сон. Это потомок креольской кубинской контраданзы. Данзон знаменует собой переход от группового танца конца 18 века к современному парному танцу. Стимулом для этого изменения стал успех некогда скандального вальса, где пары танцевали друг напротив друга, независимо от других пар и не являясь частью заранее определённой структуры. Дансон был первым кубинским танцем, в котором использовались эти методы, хотя между этими двумя танцами есть разница: вальс — это бальный танец, в котором пары движутся по кругу против часовой стрелки, а дансон — танец с «носовым платком», в котором пары остаются в пределах ограниченной площади комнаты.
Сапатео (цапатеадо)  — стиль испанского народного танца, выстукивание музыкального ритма стопами ног.
Алехо Карпентье упоминает в своей книге «Музыка на Кубе», цитируя Буэнавентуру Паскуаля Феррера, что в начале XIX века в Гаване давалось до пятидесяти танцев в день, где наряду с другими модными танцами играли и пели знаменитую гуарачу (Guaracha) — жанр быстрого темпа и комической или пикантной лирики. Этот жанр возник в конце XVIII века, а в начале XX века его часто исполняли в публичных домах и других местах Гаваны. Его тексты были полны популярных фразы и часто упоминаемые события, которые появлялись в газетах того времени. Ритмика гуарача демонстрирует серию ритмических комбинаций, таких как 6/8 с 2/4.
По крайней мере, с XVIII века до наших дней в музыкальных театрах использовались различные формы музыки и танца. Многие известные композиторы и музыканты заявили о себе через эту театральную среду, и многие важные произведения были представлены на сцене.
- Кубинская румба

## Живопись
Самостоятельная кубинская живопись возникла лишь в конце XIX века.
В 1930-е годы художники, побывавшие в Европе, познакомились там с современными художественными течениями и принесли их на Кубу. Так, Марсело Поголотти использовал кубизм для создания изображений на темы, связанные с бедностью кубинского народа. Наиболее известный кубинский художник, Вифредо Лам, писал в сюрреалистическом стиле. На Марио Карреньо большое влияние оказало творчество мексиканских монументалистов. Хорхе Арче известен своими портретами, по стилю похожими на произведения других латиноамериканских художников 1930-х годов.

## Архитектура
см. Архитектура Кубы

## Образование и наука
Образование на Кубе высокоразвито уже на протяжении многих лет: за последние 40 лет оно было одним из главных приоритетов в политике кубинского правительства и достижения кубинцев, в условиях слаборазвитой экономики и долгосрочной непрерывной торговой блокады, выглядят ещё более впечатляющими.  
После победы кубинской революции 1959 года правительство Кастро национализировало все учебные заведения и создало единую государственную систему образования, образование стало бесплатным на всех ступенях (с начальных классов до высших учебных заведений), это закреплено в Конституции страны. Девятиклассное образование является обязательным (средним является 12-классное образование).
Школьники бесплатно обеспечиваются школьными принадлежностями и формой.
Куба выделяет на государственные расходы в области образования в два раз больше денег, чем её более богатые соседи (порядка 10 % своего госбюджета).
До революции, в 1951 году неграмотными являлись 22 % взрослого населения. В 1961 году началась массированная кампания по ликвидации неграмотности и в итоге в 1980 году число неграмотных составляло лишь 2 %, а в 1990 году Куба стала страной сплошной грамотности; в 1995 году уровень грамотности на Кубе составлял 96 %. 
Была создана общедоступная средняя и высшая школа. В течение 60-х годов число учащихся выросло вдвое, при росте населения на 1—2 % в год. Всего, считая все стадии образования, число людей, охваченных ими, выросло в три раза.
При этом, в современном кубинском образовании присутствует сильный идеологический элемент и, согласно Конституции, образовательная и культурная политика государства основываются на марксистской идеологии.

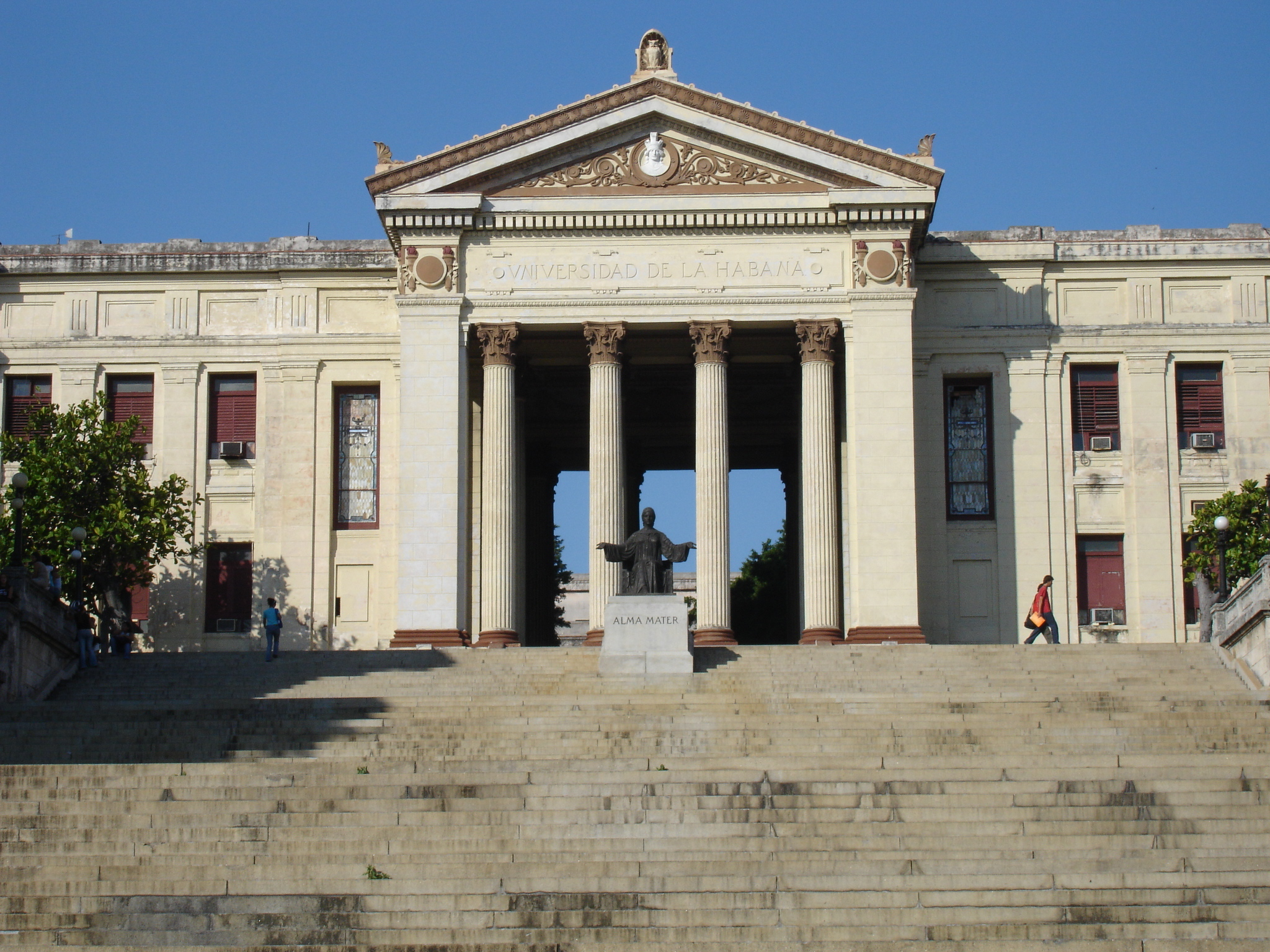
Гаванский университет

Высшее образование на Кубе дают университеты, высшие институты, высшие педагогические институты, центры высшего образования и высшие политехнические институты (все высшие учебные заведения страны являются государственными). В стране около 700 тыс. лиц, имеющих высшее образование (из них, около 630 тысяч человек окончили кубинские ВУЗы в период после 1959 года). Из каждых семи кубинских трудящихся один имеет диплом высшего учебного заведения. 
Министерство высшего образования (Ministerio de Educación Superior, MES) отвечает за политику государства в области вузовского и послевузовского образования. 
По состоянию на начало 2006 года, на Кубе действовали Академия наук (создана в 1962 году), 4 университета и 47 образовательных учреждений высшего и среднеспециального образования. 
Гаванский университет, старейший университет страны, основан в 1728 году.
Страной ассигнуются значительные средства на научные исследования, в частности, связанные со здоровьем человека, в сфере биотехнологии и генной инженерии, производства вакцин и многочисленных медикаментов; результаты этих исследований получили всеобщее признание. 
На Кубе действует более 170 научно-исследовательских институтов.

## Религия
На Кубе церковь отделена от государства. Конституция страны гарантирует населению свободу вероисповедания.

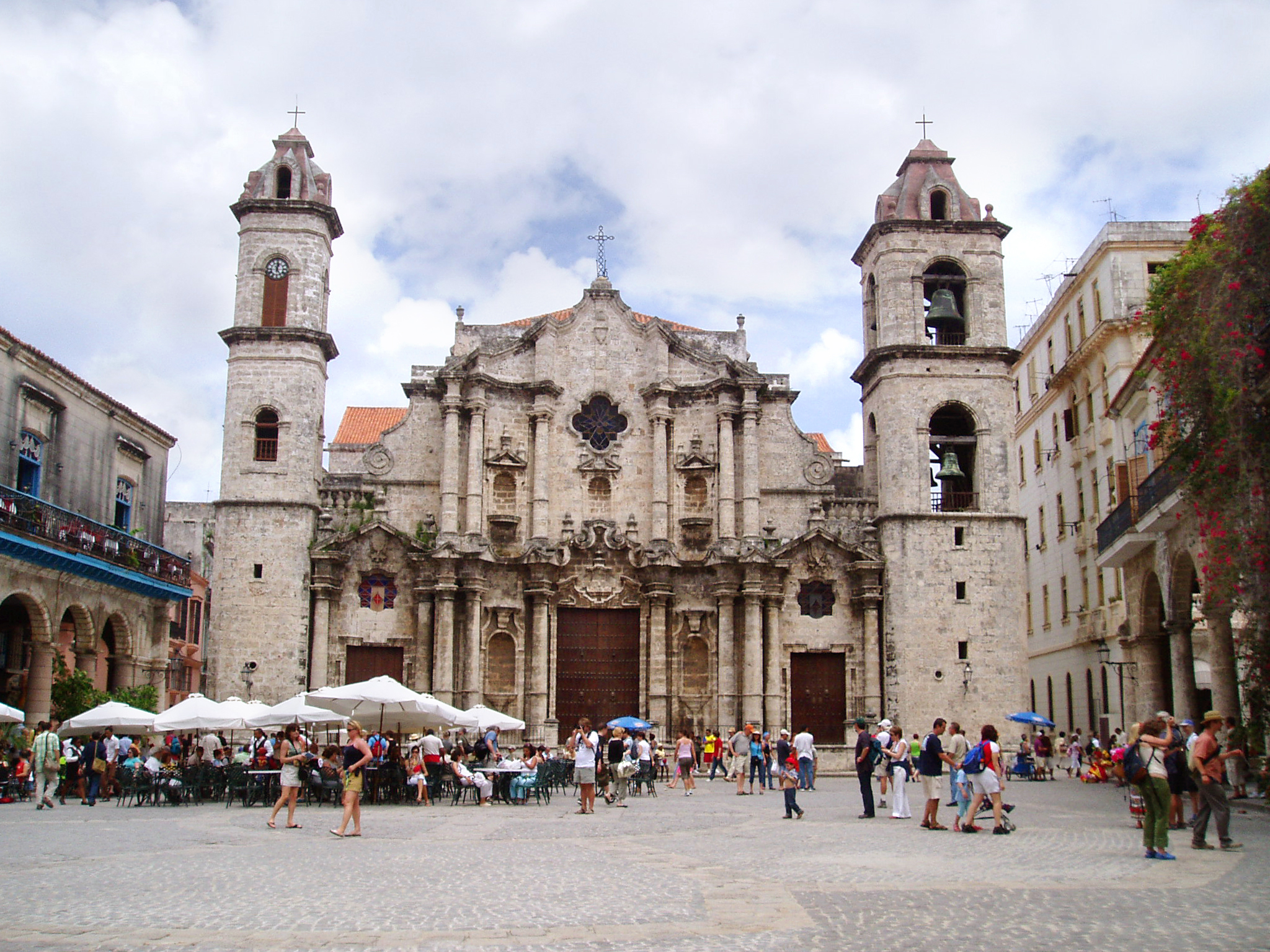
Кафедральный собор Гаваны

Самая распространённая религия — католическая.
Католические церкви существуют по всей стране, ежедневно служатся мессы и проводятся торжественные службы в дни национальных или местных религиозных праздников. Членам кубинской коммунистической партии не запрещается посещать церкви. 
В стране также 96 тыс. членов религиозной организации Свидетелей Иеговы.
С прибытием на остров чернокожих рабов распространились различные верования африканского происхождения. Со временем из них сформировались основные течения, существующие и популярные до сих пор. Это — Ла-Регла-де-Оча-Ифа (исп. La Regla de Ocha-Ifá) или Сантерия (исп. Santería Cubana), Регла-Пало-Монте (исп. Regla Palo Monte) и Ла-Сосьедад-Секрета-Абакуа (исп. La Sociedad Secreta Abakuá), а также иные течения, которые в настоящее время исчезли либо находятся на грани исчезновения, например, Ла-Регла-Ийесса (исп. La Regla Iyessá) и Ла-Регла-Арара (исп. La Regla Arará). В результате исторического процесса также образовалась смесь из католических догм и африканских культов. Например, Пречистая Дева Милосердная из Кобре считается католиками покровительницей Кубы. В Сантерии она носит имя Очун.
В последние годы стали появляться протестантские церкви, особенно в провинциях. Официально признанные протестантские деноминации объединяет Совет церквей Кубы (основан в 1941, совр. назв. с 1995).
От 16 до 47 % не причисляют себя ни к одной конфессии.
В Гаване действуют по одному приходу Русской православной церкви и Константинопольской православной церкви. 19 октября 2008 года в Гаване освящён первый на Кубе храм РПЦ — собор Казанской иконы Божией Матери.
Ислам: см Ислам на Кубе

## СМИ
Кубинское информационное агентство Пренса Латина (исп. Prensa Latina).

### Печатные издания
Ежедневная газета «Granma», носит название одноимённой яхты, на которой группа революционеров во главе с Фиделем Кастро высадилась на Кубу для осуществления партизанской борьбы с режимом Батисты. Газета является официальным проводником и популяризатором политики, проводимой Коммунистической партией Кубы (КПК). 

Раз в неделю на английском языке выходит «Granma Internacional».
В числе других крупных газет — «Juventud Rebelde» и «Трабахадорес» (Trabajadores).
Также выходят журналы («Bohemia», «Opciones» и др.).

### Радио и ТВ
Единственный государственный вещатель на Кубе и единственный вещатель Кубы вообще — ICRT (Instituto Cubano de Radio y Televisión — «Кубинский институт радио и телевидения»), создан 24 мая 1962 года. Включает в себя:
- Радиостанции:
  - Radio Progreso[англ.], запущена в 1929 году, сетевые партнёры — CMHA, CMIB, CMFC, CMMB, CMKB, CMLA, CMJB, CMAB, CMGB.
  - Радио Релох (Radio Reloj), запущена в 1947 году
  - CMBF Radio Musical Nacional, запущена в 1948 году
  - Radio Rebelde[англ.], запущена в 1959 году
  - Радио Гавана Куба (Radio Havana Cuba) — международная радиостанция, запущена в 1961 году
  - Radio Enciclopedia[англ.], запущена в 1962 году
  - Radio Taíno[англ.], запущена в 1985 году
  - Радиостанции провинций — Radio Ciudad de La Habana, Radio Metropolitana, Radio COCO, Radio Cadena Habana (все три в Гаване), Radio Guamá, Radio Artemisa и др.
- Телеканалы:
  - Cubavisión (до национализации в 1960 году CMQ-TV, Canal 6), запущен в 1962 году
  - Tele Rebelde[англ.] (ранее — Canal 2), запущен в 1982 году
  - Canal Educativo, запущен в 2001 году
  - Canal Educativo 2, запущен в 2004 году
  - Multivisión[англ.], запущен в 2008 году

телеканалы провинций;
- - Кубависьон интернасьональ (Cubavisión Internacional) — международный спутниковый телеканал.

Ранее также существовали радиостанции CMQ и RHC-Cadena Azul (запущена в 1939 году).

## Спорт
см. Sport in Cuba ; Категория:Спорт на Кубе

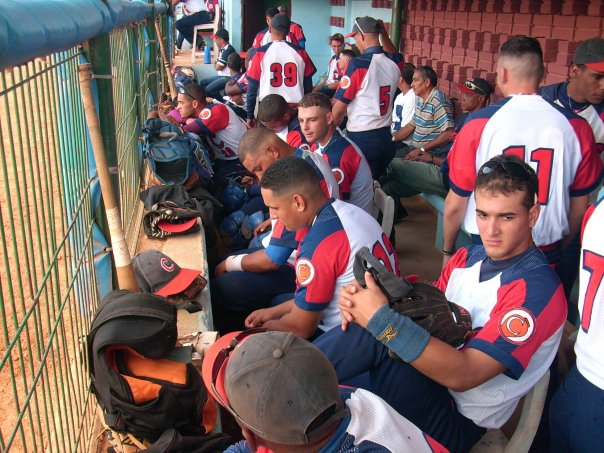

Хосе Рауль Капабланка, чемпион мира по шахматам (1921—1927)

Спорт на Кубе доступен всем (rаждый год на Кубе проводятся школьные спортивные соревнования для учащихся; лучшие спортсмены в возрасте от 11 до 16 лет приглашаются на тестирование в Школы спортивной подготовки (EIDE), а лучшие выпускники школы поступают в одну из нескольких школ высшего спортивного мастерства, ESPA) и эта его массовость позволяет постоянно пополнять национальные команды по различным видам спорта, которые принесли маленькому карибскому острову важные мировые и олимпийские награды. 

Куба — родина всемирно известных спортсменов: Теофило Стивенсон (бокс), Хосе Рауль Капабланка (шахматы) и др.
Бейсбол — самый популярный вид спорта на Кубе (так, Фидель Кастро любил и играл в бейсбол). Представленная американскими докерами в Гаване в XIX веке, игра сыграла роль в обретении Кубой независимости от Испании: запрещенные в 1895 году испанцами и ставшими подпольными игры финансировали восстание Хосе Марти. Кубинские пелотеро (peloteros) высоко ценятся на международном уровне, и некоторые из них перебрались в Главную бейсбольную лигу США.
Сборная Кубы по бейсболу заняла второе место в первом чемпионате мира по бейсболу против сборной Японии.
По состоянию на 18 августа 2016 года сборная Кубы завоевала в бейсболе больше всех медалей за всё время.
Бокс также весьма популярен на Кубе. Среди прочих популярных видов спорта выделяются лёгкая атлетика, волейбол, баскетбол и регби.
В отличие от большей части Латинской Америки (но, как и во многих странах Карибского бассейна и некоторых странах Центральной Америки) — футбол на Кубе не является основной игрой, но становится все более популярным.
Сборная Кубы играла на чемпионате мира 1938 года и дошла до четвертьфинала: кубинцы вышли из отборочной группы с Колумбией, США, Мексикой, Коста-Рикой, Сальвадором и Голландской Гвианой, которые все снялись с отборочного турнира, и в 1/8 сыграли с Румынией: 3:3 в первом матче и 2:1 — в переигровке; далее она встретилась со Швецией и проиграла 0:8 (это самое крупное поражение в истории плей-офф чемпионатов мира по футболу).

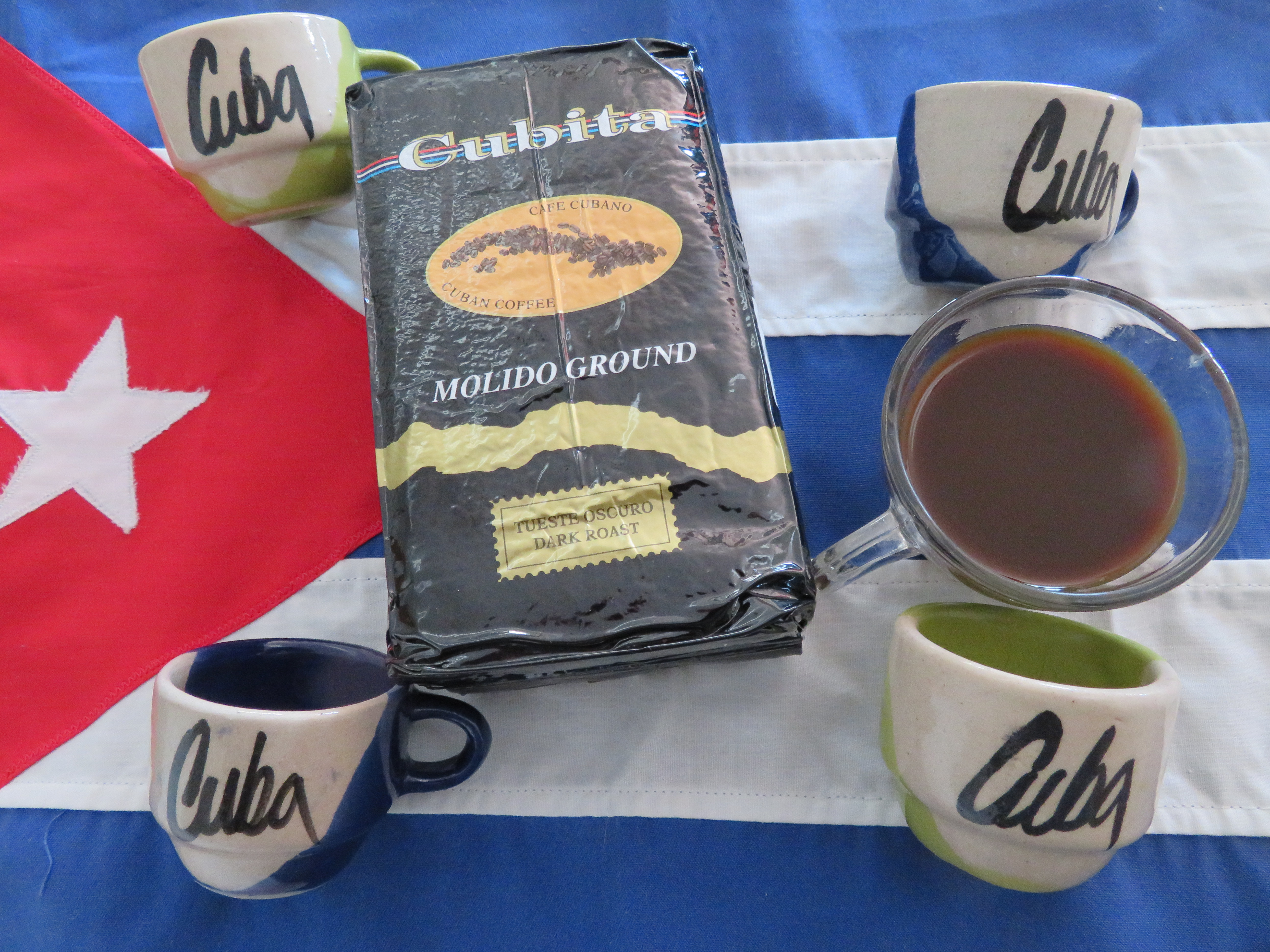
Кофе, чашки cafecito и «cafecito Cubano», три культурные эмблемы Кубы.

## Кухня
Блюда:

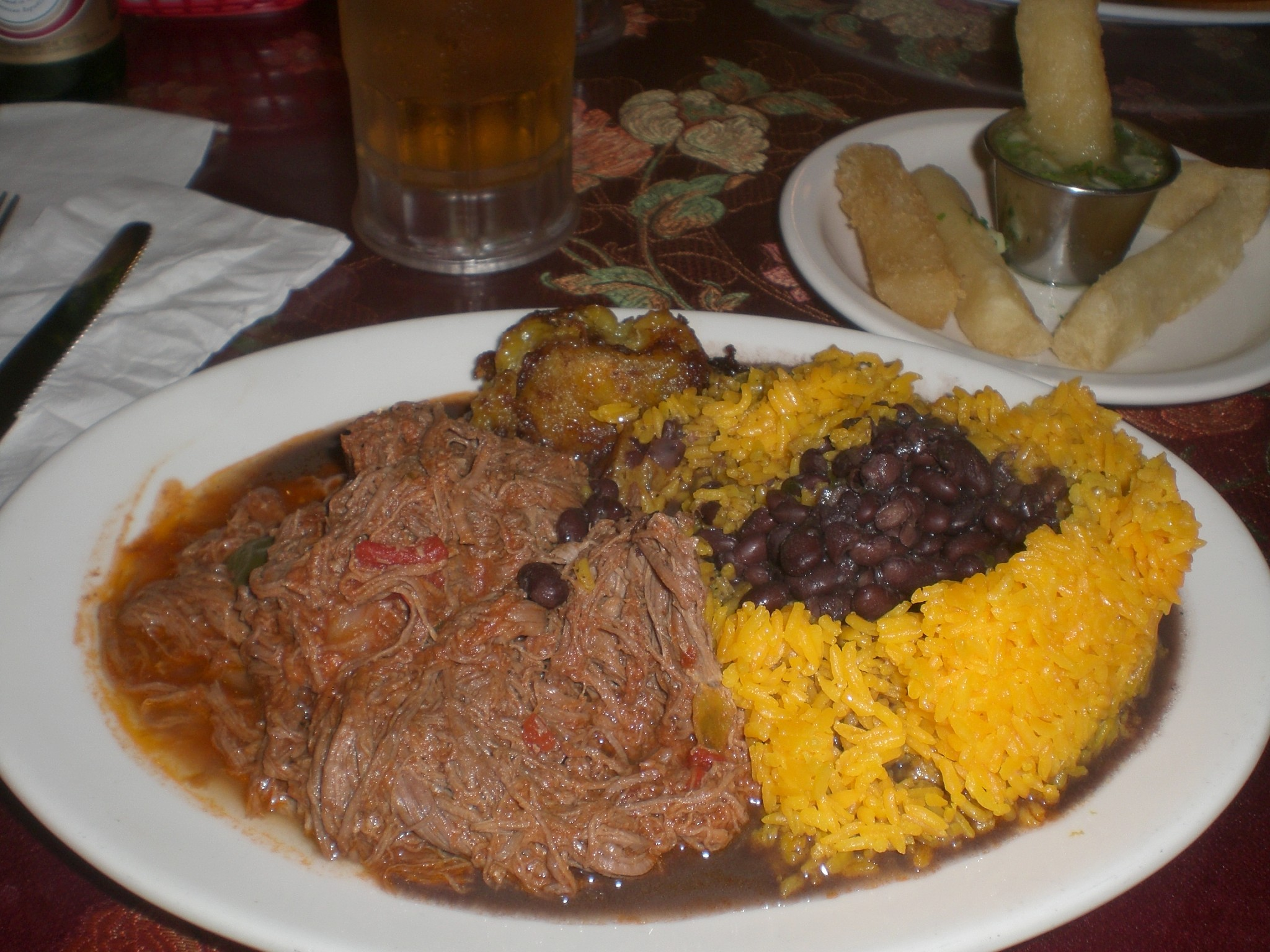
Кубинское блюдо: ропа вьеха («старая одежда»), чёрная фасоль и жёлтый рис, юка с «мохо»

ахиако (самая популярная еда на столах кубинцев, жареное на гриле или тушёное мясо с овощами),
caldosa (рагу),
ропа вьеха (в переводе означает «старая одежда» — говядина (телятина) с овощами),
лапша с тушеным мясом,
lechon (жареная свинина),
пикадильо (picadillo, говяжий фарш с томатным соусом) нескольких сортов,
кубинский сэндвич,
супы ахиако и potaje (см. Pottage),
блюда из фасоли: («Восточный конгри»/Конгри (Congrí), «Морос и Кристианос» (в переводе — «мавры и христиане»),
fufu — разнообразные блюда с бананами, включая жареный плантан и тостонес (жареные бананы).

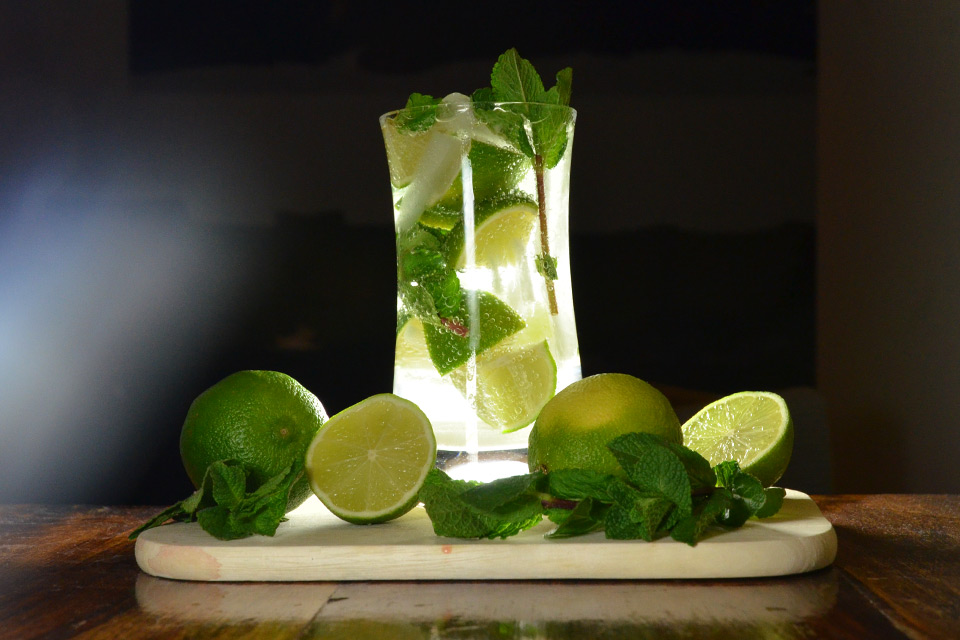
коктейль мохито
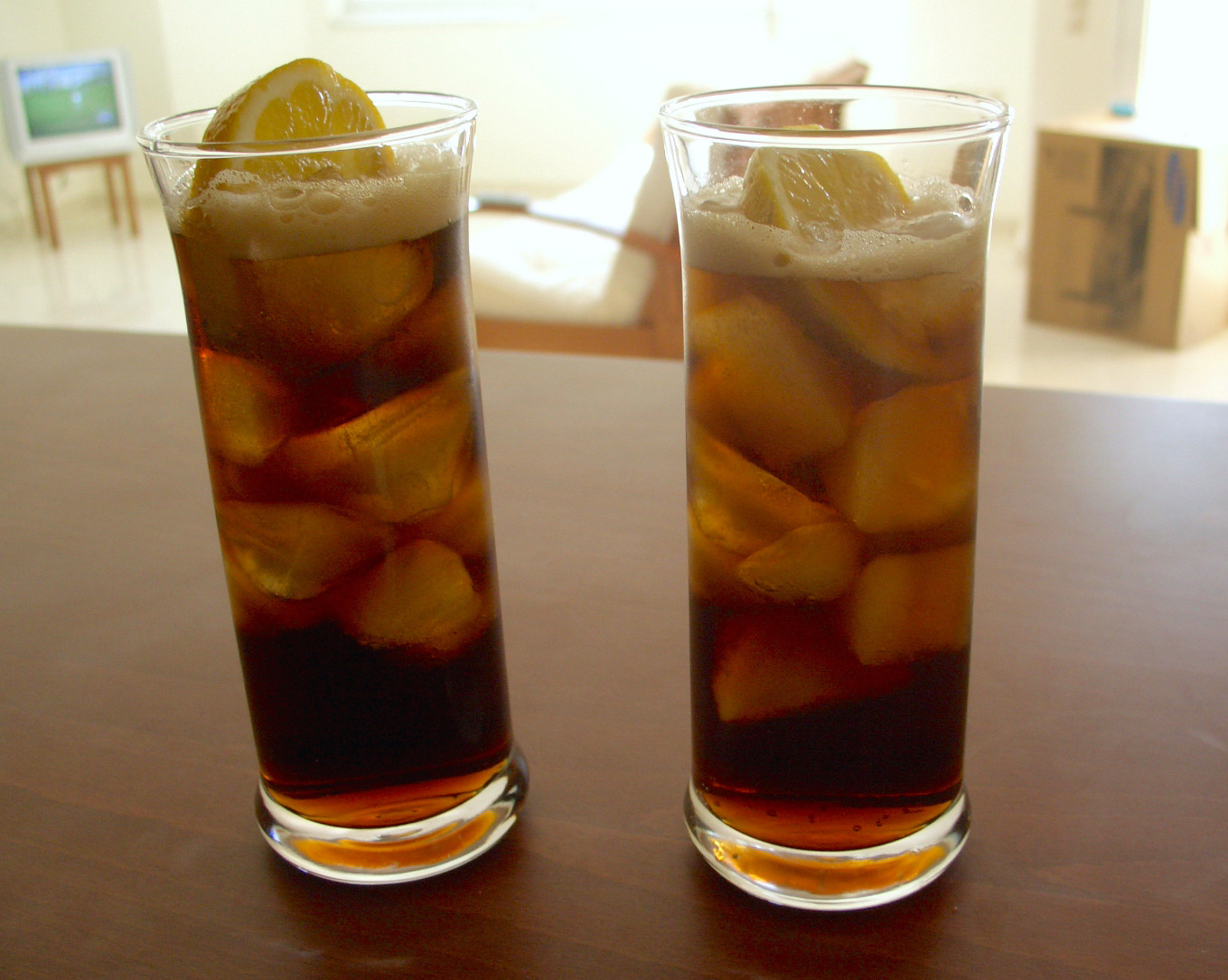
коктейль Куба либре

Напитки:
ром, пиво, guarapo (напиток из сока сахарного тростника);
коктейли (дайкири, мохито — традиционный коктейль кубинской кухни и кубинской культуры, Куба либре), batidos (фруктовые/молочные коктейли типа смузи), лимонад с соком лайма, кофе (очень крепкий).

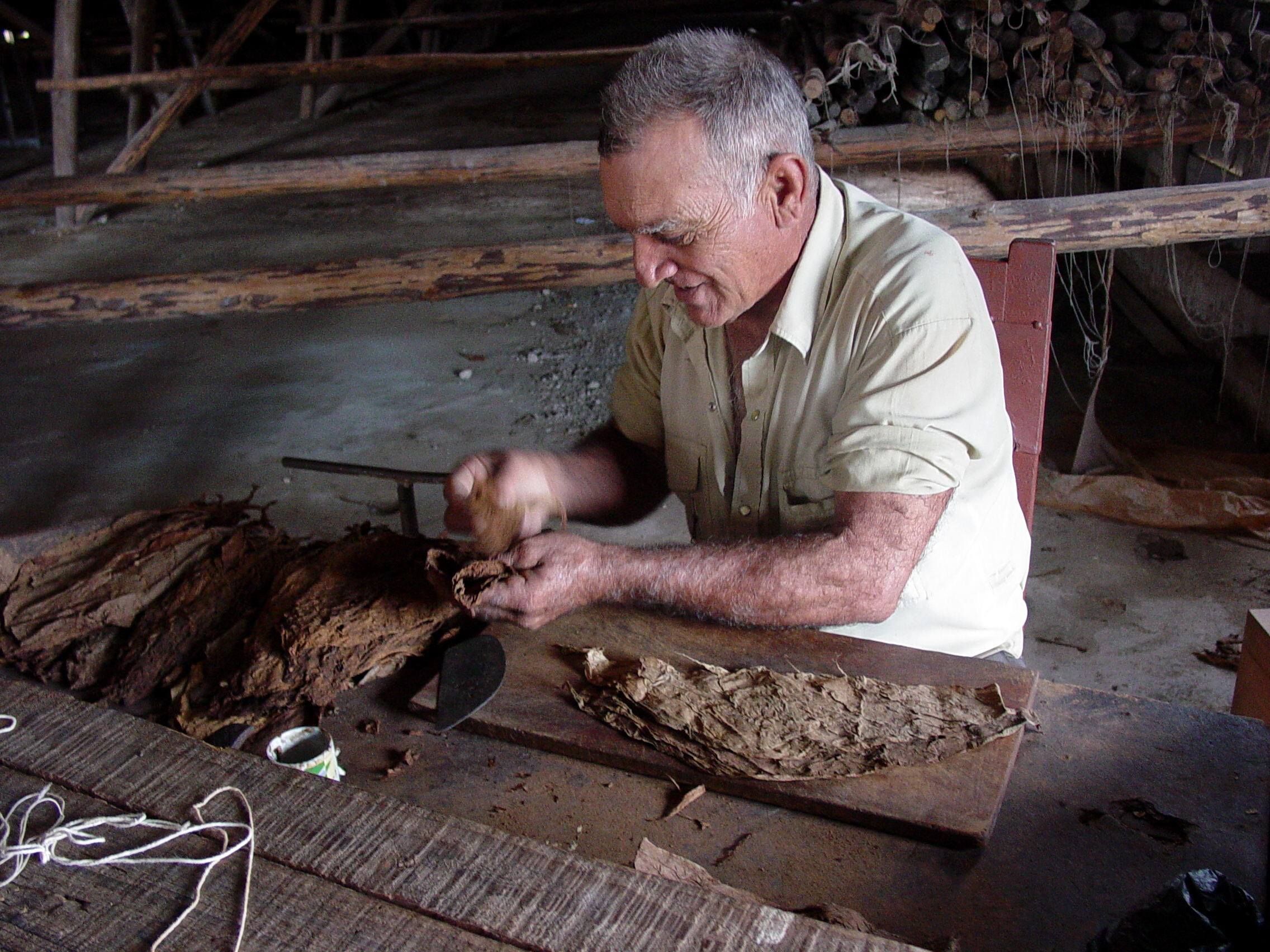
Кубинские сигары

## Интересные факты
Символ Кубы — цветок марипо́са (Hedychium coronarium).